# Itaipava Arena Pernambuco
Itaipava Arena Pernambuco este un stadion multifuncțional din São Lourenço da Mata, Brazilia. Stadionulul are o capacitate de 46.160 de locuri și a fost construit între 2010 și 2013. În 2012 Clube Náutico Capibaribe, a semnat un contract prin care devine proprietar parțial al noului stadion, iar din iulie 2013, echipa își joacă toate meciurile de acasă pe acest stadion.
Arena Pernambuco a fost unul din stadioanele gazdă la Campionatul Mondial de Fotbal 2014.

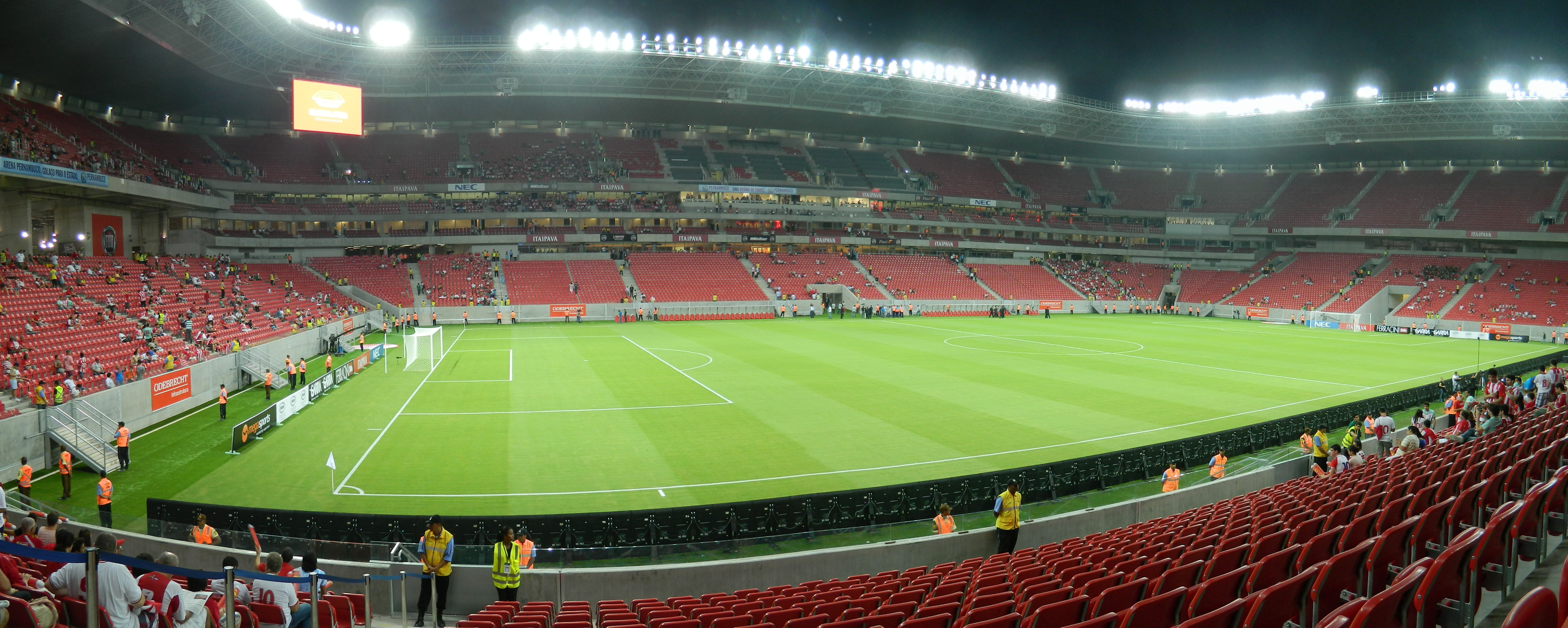
Panorama stadionului în interior

## Cupa Confederațiilor FIFA 2013
| Data          | Ora (UTC-03) | Echipa #1 | Rezultat | Echipa #2 | Runda   | Spectatori |
| ------------- | ------------ | --------- | -------- | --------- | ------- | ---------- |
| 16 iunie 2013 | 19:00        | Spania    | 2-1      | Uruguay   | Grupa B | 41,705     |
| 19 iunie 2013 | 19:00        | Italia    | 4-3      | Japonia   | Grupa A | 40,489     |
| 23 iunie 2013 | 16:00        | Uruguay   | 8-0      | Tahiti    | Grupa B | 22,047     |

## Campionatul Mondial de Fotbal 2014
| Data          | Ora (UTC-3) | Echipa #1                  | Rezultat              | Echipa #2  | Runda            | Spectatori |
| ------------- | ----------- | -------------------------- | --------------------- | ---------- | ---------------- | ---------- |
| 14 iunie 2014 | 22:00       | Coasta de Fildeș           | 2–1                   | Japonia    | Grupa C          | 40,267     |
| 20 iunie 2014 | 13:00       | Italia                     | 0–1                   | Costa Rica | Grupa D          | 40,285     |
| 23 iunie 2014 | 17:00       | Croația                    | 1–3                   | Mexic      | Grupa A          | 41,212     |
| 26 iunie 2014 | 13:00       | Statele Unite ale Americii | 0–1                   | Germania   | Grupa G          | 41,876     |
| 29 iunie 2014 | 17:00       | Costa Rica                 | 1–1 (d.p.) (5–3 pen.) | Grecia     | Optimi de finală | 41,242     |